# Ommatius tractus
Ommatius tractus is een vliegensoort uit de familie van de roofvliegen (Asilidae). De wetenschappelijke naam van de soort is voor het eerst geldig gepubliceerd in 2007 door Scarbrough.